# غارهای دوگانه گاکوه لگ
غارهای دوگانه گاکوه لگ در شهرستان چرداول، روستای زنجیره علیا واقع شده و این اثر در تاریخ ۱۴ مرداد ۱۳۸۲ با شمارهٔ ثبت ۹۵۰۰ به‌عنوان یکی از آثار ملی ایران به ثبت رسیده است.